# Шљивошевци
Шљивошевци су насељено место у саставу општине Магаденовац у Осјечко-барањској жупанији, Република Хрватска.

## Историја
До територијалне реорганизације у Хрватској налазили су се у саставу старе општине Доњи Михољац.

## Становништво
На попису становништва 2011. године, Шљивошевци су имали 351 становника.

## Попис 1991.
На попису становништва 1991. године, насељено место Шљивошевци је имало 409 становника, следећег националног састава:
| Попис 1991.‍  | Попис 1991.‍  | Попис 1991.‍ | Попис 1991.‍ | Попис 1991.‍ |
| ------------ | ------------ | ----------- | ----------- | ----------- |
|              |              |             |             |             |
| Хрвати       | Хрвати       |             | 387         | 94,62%      |
| Срби         | Срби         |             | 7           | 1,71%       |
| Југословени  | Југословени  |             | 6           | 1,46%       |
| Мађари       | Мађари       |             | 2           | 0,48%       |
| Немци        | Немци        |             | 2           | 0,48%       |
| Муслимани    | Муслимани    |             | 1           | 0,24%       |
| неопредељени | неопредељени |             | 3           | 0,73%       |
| непознато    | непознато    |             | 1           | 0,24%       |
| укупно: 409  |              |             |             |             |